# Deerpark (New York)
Deerpark est une ville du comté d'Orange, dans l'État de New York, aux États-Unis,. En 2010, elle comptait une population de 7 901 habitants.

## Démographie
Lors du recensement de 2010, la ville comptait une population de 7 901 habitants.